# Helmuth Weidling
Helmuth Otto Ludwig Weidling (2 tháng 11 năm 1891 - 17 tháng 11 năm 1955) là một tướng lĩnh người Đức trong Thế chiến II. Ông là chỉ huy cuối cùng của Khu vực Phòng thủ Berlin trong Trận chiến Berlin, lãnh đạo việc bảo vệ thành phố trước các lực lượng Liên Xô, cuối cùng đã đầu hàng ngay trước khi Thế chiến II kết thúc ở châu Âu.